# Chrysosplenium fuscopuncticulosum
Chrysosplenium fuscopuncticulosum là một loài thực vật có hoa trong họ Saxifragaceae. Loài này được Z.P.Jien miêu tả khoa học đầu tiên năm 1963.